# Emergency (computerspelserie)
Emergency is een Duitse reeks computerspellen waarin het draait om het besturen van hulpeenheden zoals de brandweer, politie en ziekenwagens. Doel van het spel is om verschillende rampen onder controle te krijgen en slachtoffers te verzorgen.

## Gameplay
De speler kan punten verdienen door zo snel en efficiënt mogelijk hulp te bieden in noodsituaties. Hij heeft hierbij de beschikking over de brandweer, ambulances, politie en een technische dienst (om kapotte verkeerslichten of bewaakte spoorwegovergangen te repareren, auto's te takelen of mensen van onder het puin te redden).
Er is zowel "freeplay" (de speler kan allerlei willekeurige noodsituaties verwachten) als "campaign" (een noodscenario waarop de speler goed moet reageren op grote rampen) mogelijk.

## Lijst van spellen
| Titel                                                         | Uitgebracht      | Ontwikkelaar               | Uitgever                                         |
| ------------------------------------------------------------- | ---------------- | -------------------------- | ------------------------------------------------ |
| Emergency: Fighters for Life                                  | 31 juli 1998     | TopWare Interactive        | WizardWorks                                      |
| Emergency 2: The Ultimate Fight for Life                      | 8 april 2003     | Sixteen Tons Entertainment | Arush Entertainment                              |
| Emergency 3: Mission Life                                     | 21 januari 2005  | Sixteen Tons Entertainment | Take-Two Interactive Strategy First              |
| Emergency 4: Global Fighters for Life / 911: First Responders | 13 april 2006    | Sixteen Tons Entertainment | Atari Take-Two Interactive Bluestone Interactive |
| Emergency 2012: The Quest for Peace                           | 29 oktober 2010  | Quadriga Games             | Deep Silver                                      |
| Emergency 2013                                                | 2 november 2012  | Quadriga Games             | Deep Silver                                      |
| Emergency 2014                                                | 15 november 2013 | Quadriga Games             | Deep Silver                                      |
| Emergency 5                                                   | 28 november 2014 | Sixteen Tons Entertainment | Deep Silver                                      |
| Emergency 2016                                                | 15 oktober 2015  | Sixteen Tons Entertainment | Deep Silver                                      |
| Emergency 2017                                                | 27 oktober 2016  | Sixteen Tons Entertainment | Deep Silver                                      |
| Emergency 20                                                  | 31 oktober 2017  | Sixteen Tons Entertainment | Sixteen Tons Entertainment                       |
| Emergency                                                     | 15 augustus 2023 | Sixteen Tons Entertainment | Sixteen Tons Entertainment                       |

## Voorbeelden van rampen
De rampen variëren van een auto-ongeluk tot een enorme bosbrand. Er zijn allerlei missies, waaronder verder nog: een vliegtuigkaping, gifgasaanval, overval, gewelddadige demonstratie, bomaanslag en dergelijk meer. Voor alle situaties met gewonden geldt dat de ambulancearts de patiënt eerst moet stabiliseren, waarna hij op de draagbaar in de ambulance naar het ziekenhuis kan worden vervoerd.
Zelfmoordpoging
Iemand is in het water gesprongen en dreigt te verdrinken. De speler moet een brandweerauto met duiker en een ambulance oproepen. De duiker kan alleen in het water afdalen langs een helling die in het water uitgeeft (strand of boothelling) en niet vanaf een brug, kade of steiger.
Buitenbrand
Een natuurbrand kan overslaan op voorbijrijdende auto's of nabije huizen en zich zo snel verder verspreiden. Snelle brandweeringrepen zijn noodzakelijk.
Binnenbrand
Men moet bluswagens sturen, maar ook een ladderwagen om personen die nog binnen zijn te redden. Personen kunnen pas worden gered als mogelijke obstakels in het gebouw zijn weggehaald. Verder ook ambulance(s) sturen.
Chemische brand
Er komen gevaarlijke stoffen vrij en personen zonder beschermende kleding vallen spontaan neer. Als dit gebeurt, is het dus belangrijk dat de politie de mensen in een ruime omtrek gaat omleiden en een evacuatie van de omgeving toepast.
Gewonde in gebouw
Hiervoor moet eerst met een bijl door de brandweer de deur worden opengebroken, waarna het ambulancepersoneel naar binnen kan om eerste hulp te verlenen.
Auto-ongeval
Spelers moeten niet alleen een ambulance sturen, maar ook brandweer om eerst de auto open te breken en voor de zekerheid de auto nat te houden. Vooral als er rook uit de motorkap komt is dat laatste aangeraden, omdat de wagen vuur kan vatten.
Autodiefstal
De dieven zijn gewapend en schieten soms op voorbijgangers en willekeurige auto's, die daardoor kunnen ontploffen. De autodief neerschieten is een mogelijkheid, maar hem arresteren is beter voor de eindscore.
Winkeldiefstal
Deze dieven vluchten te voet en zijn vrij makkelijk te arresteren. Ze bieden alleen verzet bij hun arrestatie.
Schietende crimineel
Deze personen moeten zo snel mogelijk gearresteerd of neergeschoten worden door een scherpschutter van de politie, omdat zij op willekeurige passanten schieten. Een executie is makkelijker, een arrestatie is beter voor de eindscore.
Defect verkeerslicht of overweg
De technische dienst moet dit zo snel mogelijk herstellen, om verdere ongevallen te vermijden.
Bomalarm
De technische dienst moet gestuurd worden om de bom onschadelijk te maken. Indien de operatie mislukt of de bom toch ontploft, moet de brandweer massaal uitrukken. Medische hulp moet aanwezig zijn om alle gewonden te behandelen en de politie moet de terrorist arresteren.

## Modificaties
Sinds Emergency 4 zit er in de spellen ook een mogelijkheid om zelf modificaties aan te brengen. Dat houdt in dat gebruikers de oorspronkelijke instellingen van geluid, levelindeling, tekst en graphics kunnen veranderen. Hierdoor kan de gebruiker zelf rampen creëren of de voertuigen van andere kleuren voorzien (bijvoorbeeld Nederlandse voertuigen in plaats van Duitse).